# Explorers Festival
Explorers Festiwal – festiwal gór, sportów ekstremalnych i przygody, odbywający się w Łodzi od 1999 r.

## Ogólnie o Festiwalu
Festiwal prezentuje filmy i pokazy multimedialne na tematy związane z wspinaczką, trekkingiem, narciarstwem ekstremalnym, paralotniarstwem, podróżowaniem, kolarstwem górskim, kajakarstwem i innymi sportami ekstremalnymi.
Przez festiwal przewinęła się praktycznie cała czołówka polskich himalaistów i podróżników, a z zagranicy uczestniczyły w nim. m.in. takie sławy jak Reinhold Messner, Christian Bonington, Pascal Tournaire i Erich von Däniken.
W ramach festiwalu odbywają się także „Otwarte Mistrzostwa Łodzi we Wspinaczce Sportowej o Puchar Prezydenta Miasta” i rozmaite wystawy i pokazy sportów ekstremalnych. Na festiwalu są przyznawane nagrody: „Nagroda Explorer” (za najciekawszą prezentację multimedialną) i „Camera Extreme” – dla operatora najlepszego filmu.

## Historia
Praprzodkiem Explorers Festiwal był Konkurs Filmów Górskich Łódzkiego Klubu Wysokogórskiego, który odbywał się w latach 1995–1998 i miał charakter imprezy czysto środowiskowej – głównie dla łódzkiego środowiska wspinaczy. W 1999 r. zdecydowano się rozszerzyć formułę festiwalu na pokazy multimedialne, przemianowano go na „Festiwal Gór” i rozreklamowano jako imprezę dla wszystkich zainteresowanych. Do organizatorów festiwalu dołączył Łódzki Klub Trekkingowy, Politechnika Łódzka i Urząd Miasta Łodzi. W 2002 r., ponownie rozszerzono jego formułę na wszystkie sporty ekstremalne i pokazy podróżnicze, które niekoniecznie muszą odbywać się w górach i zmieniono nazwę na obecną.

## Informacje techniczne
Wstęp na festiwal i wszystkie związane z nim imprezy jest wolny i bezpłatny. Festiwal utrzymuje się wyłącznie z pieniędzy od sponsorów i dotacji miejskich oraz rządowych. Jest organizowany na zasadach wolontariatu, bez formalnych struktur organizacyjnych i etatowych pracowników. Każdy może w nim uczestniczyć i każdy może pomóc w jego organizacji.
Od 2003 r. festiwal jest transmitowany na żywo w Internecie przez Miejską Sieć Komputerową LODMAN.
Festiwal tradycyjnie odbywa się w pierwszym lub drugim tygodniu listopada, w sali widowiskowej Politechniki Łódzkiej, na al. Politechniki 3A. W 2005 festiwal miał miejsce 16–20 listopada.